# Wilanowska metróállomás
A Wilanowska egy metróállomás Varsóban a varsói M1-es metró vonalán.

## Szomszédos állomások
A metróállomáshoz az alábbi állomások vannak a legközelebb:
- Wierzbno (Młociny, M1-es metróvonal)
- Służew (Kabaty, M1-es metróvonal)

## Átszállási kapcsolatok
| M1 (Młociny ↔ Kabaty) | |                         |
| Állomás               | Átszállási kapcsolatok                                                                                | Fontosabb létesítmények |
| Wilanowska            | 108, 139, 165, 174, 192, 217, 218, 319, 331, 365, 700, 709, 710, 715, 724, 727, 739 4, 10, 14, 31, 35 |                         |